# Bolsjaja Koeritsa
De Bolsjaja Koeritsa (Russisch: Большая Курица) is een Russische rivier van 50 kilometer lang die ontspringt in het boscomplex "Kroeglak" (district Zolotoechinski) op het Centraal-Russisch Plateau. De rivier mondt uit in de Sejm nabij het dorp Vanina in de district Oktjabrski.
Het stroomgebied van de rivier is 411 km² groot.
De hoofdstroom van de rivier vindt plaats in het district Koersk: lengte 34 km en oppervlakte 313 km².
De belangrijkste zijrivieren van de rivier zijn Malaja Koeritsa, Zabolot, Pasjinski en Zjirovski. De belangrijkste plaats aan de rivier is het dorp Poljanskoje.